# وكالة الفضاء السعودية
وكالة الفضاء السعودية، هي وكالة سعودية تم إنشاؤها بدايةً كهيئة في 20 ربيع الثاني 1440 هـ الموافق 27 ديسمبر 2018، تعنى بكل ما يتعلق بالنشاط الفضائي. أول رئيس لها هو الأمير سلطان بن سلمان بن عبد العزيز.
يرأس مجلس إدارتها وزير الاتصالات وتقنية المعلومات المهندس عبد الله السواحه منذ 3 مايو 2021. ويتولّى محمد بن سعود التميمي منصب المدير التنفيذي المُكلّف منذ 26 مايو 2021.
في مايو 2020 اعتمد مكتب الأمم المتحدة لشؤون الفضاء الخارجي للأغراض السلمية الهيئة السعودية للفضاء ممثلا رسميًا للسعودية في المنظمة، وأدرج شعارها في موقعه الإلكتروني الرسمي.
وافق مجلس الوزراء السعودي في 14 يونيو 2023 على تحويل (الهيئة السعودية للفضاء) إلى وكالة باسم (وكالة الفضاء السعودية)، والموافقة على تنظيمها.

## الأهداف
تسعى الوكالة إلى تحقيق عدة أهداف استراتيجية، منها:
1. تعزيز الأمن الوطني: من خلال تطوير أنظمة اتصالات ومراقبة فضائية متقدمة.
2. تنويع الاقتصاد: عبر إنشاء صناعات فضائية وطنية وجذب الاستثمارات في هذا القطاع.
3. دعم البحث العلمي: بتطوير برامج تعليمية وبحثية في مجالات الفضاء والتكنولوجيا.
4. تعزيز التعاون الدولي: من خلال المشاركة في المشاريع الفضائية العالمية وإبرام الاتفاقيات مع الوكالات الدولية.
5. تحقيق الريادة الإقليمية: لجعل المملكة مركزًا رائدًا في مجال الفضاء على مستوى الشرق الأوسط.

## الهيكل التنظيمي
تعمل الوكالة تحت مظلة وزارة الاتصالات وتقنية المعلومات، وتتكون من عدة إدارات متخصصة، منها:
- إدارة الأقمار الصناعية: لتطوير وإطلاق الأقمار الصناعية.
- إدارة الاستشعار عن بعد: لاستخدام البيانات الفضائية في مجالات مثل البيئة والزراعة.
- إدارة البحث والتطوير: لدعم الابتكار في التكنولوجيا الفضائية.
- إدارة التعاون الدولي: لتنسيق الجهود مع الوكالات الفضائية العالمية.

## مهام الوكالة
- وضع الخطط والسياسات المتعلقة بالوكالة
- تنفيذ الاستراتيجية الوطنية للفضاء
- تنظيم كل ما يتصل بأنظمة الأقمار الصناعية والأقمار الصناعية الخاصة بخدمات الاتصالات الفضائية
- تطوير تقنيات إطلاق المركبات الفضائية
- وضع المتطلبات اللازمة لتطوير وتنفيذ البنية التحتية لقطاع الفضاء والمحطات الأرضية ومركبات النقل إلى الفضاء، والرحلات شبه المدارية
- تنظيم ما يتصل ببعثات علوم الفضاء والاستكشاف
- تنمية الكوادر الوطنية في مجال علوم الفضاء ودعمها
- تنظيم ما يتصل بالأنظمة العالمية للملاحة عبر الأقمار الخاصة بتحديد المواقع والتحركات والوقت وتطويرها.
- العمل على تعزيز الأمن الفضائي من خلال رصد الفضاء وتتبعه، ورصد الحطام الفضائي،[7] والإنذار المبكر، وغيرها من الأنشطة ذات الصلة
- التعاون مع الجهات الحكومية والهيئات المماثلة في الدول الأخرى، والمنظمات الدولية فيما يتعلق باختصاصاتها، وفقاً للإجراءات النظامية
- تمثيل المملكة في المحافل الدولية ذات الصلة باختصاصاتها.[8]

## الرؤية المستقبلية
تسعى المملكة إلى تحقيق مكانة متقدمة في قطاع الفضاء بحلول عام 2030، من خلال:
1. إطلاق المزيد من الأقمار الصناعية.
2. تطوير برامج استكشاف الفضاء.
3. إنشاء مدينة فضائية أو مركز أبحاث متخصص.
4. تعزيز التعاون مع القطاع الخاص لتحفيز الاستثمار في الصناعات الفضائية.

## دور الوكالة في تحقيق رؤية 2030
تُعتبر وكالة الفضاء السعودية أحد الركائز الرئيسية لرؤية المملكة 2030، حيث تساهم في:
1. تحويل الاقتصاد إلى اقتصاد قائم على المعرفة.
2. تعزيز الابتكار والتقنية.
3. بناء سمعة المملكة كدولة رائدة في مجال الفضاء.

## أبرز المشاريع والإنجازات

### برنامج الأقمار الصناعية
أطلقت المملكة عدة أقمار صناعية لأغراض الاتصالات والاستشعار عن بعد، مثل سلسلة أقمار "سعودي سات".
- تعمل الوكالة على تطوير أقمار صناعية متقدمة لدعم الأمن الوطني والتنمية الاقتصادية.

### برنامج أجيال
هو برنامج معني بتنمية رأس المال البشري، عبر خلق البيئة التعليمية المحفزة لقطاع الفضاء، من خلال مسارات اقتصادية وعلمية تعمل على تنمية وتثقيف وتدريب كوادر سعودية متخصصة في علوم الفضاء وتطبيقاته إلى جانب الهندسة والرياضيات، والتقنية.

### اتفاقية موهبة
هي تعاون مشترك بين الهيئة السعودية للفضاء ومؤسسة موهبة، يهدف إلى تشجيع المواهب الشابة والطلاب ودفعهم للاهتمام بمجال الفضاء والعلوم المرتبطة فيه، وذلك عبر نشر المعرفة بعلوم الفضاء في أوساط الطلاب، وتنمية القدرات التي تخولهم ارتياد هذا المسار.

### إبتعاث الفضاء
يهدف برنامج إبتعاث الفضاء إلى توفير فرص الدراسة الجامعية والعمل في مجالات العلوم التطبيقية كالفيزياء والفلك والهندسة والرياضيات، عبر الابتعاث الخارجي المنتهي بالتوظيف في قطاع الفضاء لبناء كوادر سعودية متمكنة والمشاركة في المناسبات العالمية المتعلقة.

### الرصد الفضائي للمناخ
في عام 2021م وقّع معالي الرئيس التنفيذي المكلف للهيئة السعودية للفضاء الدكتور محمد بن سعود التميمي، على البيان الدولي المشترك الخاص بالرصد الفضائي للمناخ، بحضور الرئيس التنفيذي للمركز الوطني الفرنسي لدراسات الفضاء فيليب بابتيست، وذلك بمقر الجناح الخاص بالمملكة في معرض إكسبو دبي.

### مقدمة في تطبيقات الفضاء
في فبراير 2022م أطلقت الهيئة البرنامج التدريبي «مقدمة في تطبيقات الفضاء»، وذلك بالتعاون مع شركة إيرباص للدفاع والفضاء "Airbus". ويهدف البرنامج إلى تزويد أبناء الوطن بالمهارات والمعارف اللازمة؛ لتحقيق ريادة الفضاء، ودعمًا لتأهيل وتطوير الكوادر الوطنية المتخصصة في مجالات الفضاء وتقنياته.
برنامج رواد الفضاء
أطلقت الهيئة السعودية للفضاء في 22 سبتمبر 2022 برنامجها الوطني لرواد الفضاء ويهدف لتأهيل كوادر سعودية متمرسة لخوض رحلات فضائية طويلة وقصيرة المدى والذي يشمل إرسال أول امرأة سعودية للفضاء والمشاركة في التجارب العلمية والأبحاث الدولية والمهام المستقبلية المتعلقة بالفضاء.
- في عام 2023، أرسلت المملكة أول رائدة فضاء سعودية، ريانة برناوي، إلى محطة الفضاء الدولية (ISS) ضمن مهمة علمية بالتعاون مع وكالة ناسا وشركة Axiom Space.

يُعد هذا البرنامج جزءًا من جهود المملكة لتعزيز الوجود البشري في الفضاء.

### مبادرة مداك
في فبراير 2024 أطلقت وكالة الفضاء السعودية مبادرة "مداك" بهدف تعزيز وتنمية المهارات والقدرات لدى الطلبة في المنطقة وتشجيعهم على استكشاف عجائب الفضاء، بالتعاون مع مؤسسة محمد بن سلمان "مسك" ومركز "عِلمي" لاكتشاف العلوم والابتكار في علوم الفضاء. وأوضح الرئيس التنفيذي لوكالة الفضاء السعودية محمد التميمي أن المسابقة موجهة للطلبة على مستوى العالم العربي لاستكشاف مدى جديد هو علوم الفضاء، وتعزيز مهاراتهم العلمية والابتكارية لإثراء ساحة الفضاء بالإسهامات الرائدة. حيث استقبلت المسابقة منذ أن فتح باب التسجيل أكثر من 80 ألف مبدع وموهوب من جميع الدول العربية وأعلن عن تأهل 100 متسابق ممثلين عن 22 دولة عربية للمراحل ما قبل النهائية من مسابقة الفضاء مداك.

### مركز الملك عبدالعزيز للعلوم والتقنية
يعمل المركز كذراع بحثي للوكالة، حيث يدعم تطوير التكنولوجيا الفضائية وإجراء الأبحاث العلمية.

### التعاون الدولي
وقعت الوكالة اتفاقيات مع عدة وكالات فضائية، مثل ناسا ووكالة الفضاء الأوروبية (ESA)، لتعزيز التعاون في مجالات البحث والتدريب.

## اتفاقية أرتميس
في مايو 2025، وقّعت المملكة العربية السعودية ممثلة بوكالة الفضاء السعودية اتفاقية تنفيذية مع وكالة الفضاء الأمريكية (ناسا) لإطلاق أول قمر صناعي سعودي لدراسة مناخ الفضاء، وذلك ضمن مهمة "أرتميس 2"، في إطار تعزيز التعاون العلمي والتقني في مجالات الفضاء، وتفعيل الاتفاقية الإطارية الموقعة بين حكومتي البلدين في يوليو 2024. وتأتي هذه الاتفاقية امتدادًا لانضمام المملكة إلى "اتفاقية أرتميس" الدولية، التي تمثل تحالفًا عالميًا لاستكشاف القمر والمريخ والكويكبات والمذنبات لأغراض سلمية. وتسهم الاتفاقية في توسيع آفاق التعاون العلمي وترسيخ حضور المملكة كشريك فاعل في المشاريع الفضائية الدولية، دعمًا لمستهدفات رؤية السعودية 2030، وجرى توقيع الاتفاقية على هامش زيارة فخامة الرئيس دونالد جي ترمب رئيس الولايات المتحدة الأمريكية إلى المملكة، في خطوة تعكس متانة العلاقات الثنائية، وتعزز الشراكة الإستراتيجية بين البلدين في مجالات العلوم والتقنية والابتكار.
في 16 يوليو 2022، وعلى هامش زيارة الرئيس الأمريكي جو بايدن إلى المملكة العربية السعودية لحضور قمة جدة للأمن والتنمية، وقّعت وكالة الفضاء السعودية اتفاقية «أرتميس» مع وكالة الفضاء الأمريكية «ناسا»، للانضمام للتحالف الدولي في مجال الاستكشاف المدني واستخدام القمر والمريخ والمذنبات والكويكبات للأغراض السلمية، التي تتضمن أيضاً الانضمام إلى التحالف العالمي لعودة الإنسان مجدداً إلى القمر.

### مركز مستقبل الفضاء
في 29 أبريل 2024 وقّعت وكالة الفضاء السعودية مع المنتدى الاقتصادي العالمي اتفاقية لإنشاء "مركز مستقبل الفضاء" الذي يهدف إلى تعزيز التعاون وتبادل الخبرات والمعرفة في مجال اقتصاد الفضاء العالمي، وتطوير أفضل الممارسات والسياسات التنظيمية والتشريعية، إضافةً إلى تحفيز الابتكار التقني، وسيعمل المركز جنبًا إلى جنب مع مركز الثورة الصناعية الرابعة القائم في المملكة "C4IR" لتعزيز رؤية المملكة 2030.

## اتفاقية تعاون استراتيجي مع ناسا
وفي 16 يوليو 2024 وقعت السعودية والولايات المتحدة اتفاقية تعاون استراتيجي في مجال استكشاف واستخدام الفضاء الخارجي للأغراض السلمية، وتهدف الاتفاقية لتعزيز التعاون بين البلدين في مجال الفضاء والاستكشاف العلمي، وزيادة الاستثمار المشترك في الأنشطة التجارية المختلفة، وإنشاء إطار قانوني شامل يسهل التعاون بينهما لتبادل الخبرات وتطوير برامج مشتركة. وستغطي هذه الشراكة عدة مجالات مثل علوم الفضاء والأرض، والملاحة الجوية، والمهمات الفضائية، والتعليم، بالإضافة إلى مجالات أخرى ذات اهتمام مشترك.

## التحديات
تواجه وكالة الفضاء السعودية عدة تحديات، منها:
1. نقل التكنولوجيا: الحاجة إلى تطوير بنية تحتية تكنولوجية متقدمة.
2. الكوادر البشرية: ضرورة تأهيل كوادر وطنية متخصصة في مجالات الفضاء.
3. المنافسة العالمية: مواكبة التطورات السريعة في قطاع الفضاء العالمي.